# Treponematoses
As treponematoses são infeções causadas por espiroquetas do género Treponema. Incluem: a sífilis venérea ou adquirida (Treponema pallidum subespécies pallidum) e as treponematoses endémicas (não venéreas), ou seja, pinta (T. pallidum subespécies carateum), a sífilis endémica ou bejel (T. pallidum subespécies endemicum) e a bouba (T. pallidum subspécies pertenue). Os agentes causadores deste conjunto de doenças pertencem à ordem Spirochaetales, à família Spirochaetaceae e ao género Treponema. As quatro doenças são então apelidadas de treponematoses, pois este termo é utilizado para descrever estas patologias individualmente.
Se as treponematoses (sífilis venérea, bouba, bejel e pinta) são provocadas por diferentes espécies de treponemas ou por variantes da mesma espécie ainda é algo em debate, pois existem questões históricas, médicas, bioarqueológicas e biológicas interrelacionadas que colaboram para as várias opiniões. 
Os modos de transmissão das treponematoses não venéreas divergem, pois ao contrário da sífilis venérea, que é sexualmente transmissível, as restantes (bejel, bouba e pinta) são propagadas através do contacto direto com a pele da pessoa infetada. 
As treponematoses são mais frequentes em locais com poucos recursos  e escassez de serviços sociais e de saúde organizados. O clima também tem um papel preponderante, dado que a humidade e a elevada temperatura (constante) são fundamentais para o avanço destas enfermidades, sendo que nos ambientes mais tropicais e temperados não se usa muita roupa, logo há uma maior chance de propagação direta da infeção. 
Desta forma, a pinta encontra-se em pessoas do continente americano, sobretudo nas regiões mais tropicais; a bouba é mais preponderante em climas secos e subtropicais do Norte de África, Ásia Temperada e Oriente Próximo; a bejel é mais comum em ambientes secos e áridos, como no Médio Oriente e no deserto do Saara.
Nas zonas mais frias dos ossos (localizados à superfície da pele) origina-se um padrão de envolvimento esquelético nas treponematoses que, ao combinar-se com lesões típicas, é possivelmente patognomónico para treponematose esquelética, porém, nem todos os esqueletos que têm esta patologia detêm destas caraterísticas.

### Sífilis
A sífilis venérea é sexualmente transmissível, mas também pode ser transmitida ao ultrapassar a barreira placentária da progenitora para o feto (sífilis congénita), o que pode resultar num aborto espontâneo, natimorto, prematuridade ou o bebé nascer com sífilis ativa ou latente. Caraterizada por erupção cutânea, ulceração genital, bem como, o desenvolvimento de manifestações tardias graves (a infeção ao longo da vida sucede em pacientes não tratados). Nesta patologia é deveras comum a invasão do sistema nervoso central dos doentes, o que origina sequelas neurológicas tardias graves em indivíduos não tratados. Nas treponematoses não venéreas não ocorre o envolvimento do sistema nervoso central e a transmissão congénita, uma vez que estas são limitadas à pele, aos ossos, às cartilagens e às superfícies mucosas.
A infeção da sífilis venérea inicia-se quando a espiroqueta penetra a pele por meio de pequenas abrasões ou através da mucosa infetada do hospedeiro usualmente aquando do contacto íntimo com uma pessoa infetada. A sífilis desenvolve-se em três fases quando não tratada:
1. Fase primária ocorre três semanas (em média) após a exposição, devido à resposta inflamatória que é gerada pela replicação da espiroqueta, produz a primeira manifestação cutânea específica da doença, dá-se a formação de uma lesão única no local do inóculo, que é frequentemente indolor e endurecida, que se desenvolve numa úlcera[5]. Surge na região genital, como pénis, grandes e pequenos lábios, região anal, colo do útero, cavidade oral e reto[5].
2. Fase secundária é caraterística das lesões musculares, anulares e papulares e também aparecem erupções cutâneas no tronco e nas extremidades proximais[5].
3. Na fase terciária podem suceder lesões esqueléticas, como a periostite, mais frequente na tíbia, e também no esterno, crânio e costelas, ou até osteomielite[5]. Menos de metade dos pacientes desenvolvem esta fase, pois este estágio é raramente observado devido ao diagnóstico e tratamento, logo a enfermidade é usualmente tratada antes de atingir este estágio[5].Todavia, ao expandir-se pode alcançar qualquer órgão do corpo, atingindo o sistema cardiovascular e o sistema nervoso central[5]. Nesta etapa as lesões não são infeciosas e não exibem um grande número de espiroquetas, mas, em contrapartida, há formação de uma massa de tecido de destruição tecidual e óssea (goma), onde o esqueleto do indivíduo pode desenvolver gomas com sinais de desintegração do osso, assim como, deformações proliferativas ao produzir novo tecido ósseo[5]. A caries sicca (múltiplas erosões e lesões líticas) é uma das lesões mais caraterísticas da sífilis venérea e congénita, localizando-se no crânio, da mesma forma que os incisivos de Hutchinson (incisivos centrais curtos e estreitos) e os molares de Mulbery (molares com muitas cúspides)[5].

### Bouba
A bouba (Treponema pallidum subsp. pertenue) caracteriza-se por três estágios: 
1. Primário apresenta lesões cutâneas iniciais “mother-yaws”, normalmente nas pernas e nos braços no local da infeção e posteriormente esta região cria úlceras;
2. Secundário expõe inúmeras lesões infeciosas em todo o corpo semelhantes a verrugas;
3. Terciário exibe infeções que podem causar lesões destrutivas nos ossos e nas articulações, o que provoca incapacidade e deformação[4].

As lesões ósseas são mais frequentes nesta doença do que na sífilis venérea. A bouba é adquirida na infância e, se a criança sobreviver até à fase adulta, as lesões prévias de bouba podem curar-se sem alterarem o esqueleto. As tíbias em forma de “boomerang” são caraterísticas desta patologia, que é desenvolvida antes dos 15 anos, sendo que o perónio é raramente deformado, mas o cúbito e o rádio podem apresentar uma curvatura semelhante. Os ossos longos, como a tíbia e os ossos do antebraço, podem expor periostite e osteomielite. Além disso, esta enfermidade pode causar caries sicca. A destruição dos ossos da cavidade nasal e do palato também são frequentes, assim como, a formação de osso novo na maxila.

### Bejel
A bejel pode ser classificada como um distúrbio semi-mucoso, assim como uma condição cutânea, moderadamente invasiva, que produz implicações ósseas e cartilaginosas no estágio secundário:
1. Fase primária caracteriza-se por lesões iniciais da mucosa, que é raramente vista devido ao seu menor tamanho e localização dentro da mucosa oral e orofaríngea;
2. Fase secundária existem lesões cutâneas, lesões ósseas e manchas mucosas, que podem deslocar-se até à laringe, o que causa rouquidão;
3. Fase terciária surge a destruição dos tecidos moles e dos ossos, sem envolvimento cardiovascular[4]. Também é frequente a formação de osso novo que produz um aumento fusiforme dos ossos longos, mas geralmente não causa modificações na cavidade medular[3]. Esta nova formação óssea leva a que a tíbia fique com uma forma em “sabre”[3]. Do mesmo modo as lesões destrutivas nasais levam à perfuração do palato, apesar de serem pouco comuns[3].

### Pinta
A pinta é uma condição não invasiva que causa apenas lesões dérmicas locais, que permanecem ativas e infeciosas por vários anos, o que causa a despigmentação extensa, tais como o vitiligo, o melasma e a hanseníase. A osteoperiostite também está presente na pinta, que progride lentamente e designa-se como espessamento cortical difuso seguido de deformação óssea, que afeta os ossos longos (tíbia, fíbula e antebraço). A pinta manifesta-se de três etapas:
1. Na primeira fase é visível pápulas pequenas e escamosas;
2. Na segunda fase as lesões tornam-se maiores e mais pigmentadas;
3. Na terceira fase caracteriza-se por uma atrofia e despigmentação, causando manchas desfigurastes de hipopigmentação (pitídeos)[1][4].

### Diagnóstico
Os métodos de diagnóstico direto são deveras escassos devido ao T. pallidum não poder ser produzido em ambientes sintéticos.
As treponematoses humanas distinguem-se segundo as suas demonstrações clínicas e as propriedades epidemiológicas, porque os agentes etiológicos são indistinguíveis em laboratório. Um dos métodos laboratoriais mais utilizados para o diagnóstico de treponematoses endémicas é o teste sorológico e testes rápidos, pois são mais pertinentes em meios precários.
A microscopia de campo escuro ou PCR (Reação em Cadeia da Polimerase) faculta a identificação das doenças causadas por treponemas. 

### História do Tratamento
A sífilis foi controlada na Europa, América do Norte e em outros países após a Segunda Guerra Mundial graças à introdução da penicilina na sifiloterapia. Na Primeira Guerra Mundial, por exemplo na Escandinávia, foram requeridos 20 a 25 anos até à propagação atingir o seu nível mais baixo, e desde a Segunda Guerra Mundial esse grau foi alcançado em apenas cinco anos.
Na procura de um tratamento eficaz para a sífilis venérea, destacam-se três grandes marcos: a utilização de mercúrio iniciou-se no final do século XV; em meados de 1909 surgiu o Arsfenamina (Salvarsan); e a introdução da penicilina em 1943 que continua a ser administrada atualmente. Isto indica que as conquistas no controlo desta patologia nestes países apresentaram um número de surtos menores, uma vez que esta doença é propensa a zonas mais quentes.
Para a bouba (Treponema pallidum subespécies pertenue) o procedimento terapêutico inclui uma dose de penicilina benzatina intramuscular, bem como azitromicina oral. O mesmo acontece para o tratamento da pinta.
Relativamente à sífilis endémica ou bejel (Treponema pallidum subespécies endemicum) é também utilizada a penicilina benzatina, sendo que em estágios muito avançados é recomendado muitas doses.
O combate às treponematoses endémicas nos anos 1950 e 1960 passou pelas campanhas de tratamento com penicilina, orientadas pela Organização Mundial de Saúde e com o apoio material da UNICEF. Estas campanhas fizeram com que houvesse uma descida dos números de contágio e que fosse conseguida uma continuação da vigilância com a ajuda dos serviços básicos de saúde. Como não foram seguidas em alguns países, levou ao aumento e expansão do treponema, o que retrata um problema grave principalmente onde os cuidados de saúde são quase inexistentes.Tem vindo a existir um interesse decrescente por este tipo de patologias exclusivas a populações mais pobres e uma baixa aptidão dos peritos de saúde para as identificar. Desta forma as bases registadas pelos vários países precisam de ser acrescidas por diversas fontes, a fim de se obter um resultado mais preciso acerca das treponematoses endémicas.
As regiões mais propensas ao seu ressurgimento são sobretudo a África Central e Ocidental, tais como: o Gana, Mali e Costa de Marfim, que tentam combinar o controlo da bouba e da sífilis com outros programas de saúde pública. Existem exemplos de onde existe um contacto entre diferentes populações do mesmo país, são os grupos pigmeus itinerantes que são altamente infetados pela bouba. Estes caraterizam.se por afetar a população sedentária na África Central.

### Prevenção
Aconselhável uma boa higiene, uma melhor educação da saúde e redução na sobrelotação dos locais infetados.
Sendo que, a sífilis venérea é uma das infeções sexuais mais transmissível a nível global relatada há mais de 500 anos, visto que esta treponematose segue como problema de saúde pública em países desenvolvidos ou subdesenvolvidos, ao abranger milhões de pessoas, mesmo podendo ser tratada por penicilina desde 1943. 

### Hipóteses para a dispersão da sífilis
Os diferentes tipos de treponematoses (sífilis venérea, sífilis endémica, bouba e pinta), causadas por subespécies da bactéria Treponema pallidum, tiveram origem nas migrações humanas e no contacto e evolução dos agentes patogénicos. 
Existem quatro hipóteses, são elas:
- Hipótese pré-colombiana - há cientistas que acreditam que as treponematoses já existiam no Velho Mundo, pois foram encontradas evidências de restos esqueléticos com lesões produzidas por treponematoses na Europa pré-colombiana[9].
- Hipótese colombiana - indica que a sífilis foi introduzida na Europa pela tripulação de Cristóvão Colombo ao retornar do Novo Mundo, devido à rápida propagação da sífilis na Europa no final do século XV[9].
- Hipótese unitária - defende que todas as treponematoses tiveram origem numa linhagem unitária (Treponema pallidum), e que foram as condições ambientais e sociais que motivaram a evolução e as manifestações clínicas das diferentes formas da doença, como por exemplo: a pinta e a bouba podem ter evoluído em regiões tropicais onde existe um grande contacto físico entre as crianças, enquanto a sífilis venérea apareceu em populações com comportamentos sociais e sexuais distintos[9].
- Hipótese não unitária - sugere que as treponematoses surgiram de forma independente em diferentes regiões e que as várias formas da doença não estão relacionadas a uma linhagem ancestral, ou seja, esta visão defende que as diversas treponematoses evoluíram a partir de caraterísticas separadas do treponema em relação ao ambiente e às condições sociais[9].

Existem pesquisadores defensores da teoria de que este tipo de patologias teve origem nos primeiros hominídeos durante a sua saída do continente africano. 
A sobreposição das manifestações clínicas entre as treponematoses indica que a questão de origem mais relevante não diz respeito à origem de uma enfermidade, mas sim à evolução e distribuição geográfica da subespécie de T. pallidum. 
Os casos de sífilis têm vindo a aumentar mundialmente, apesar de ser uma infeção fácil de tratar. Nos últimos anos tem se vindo a deparar como um sinal de seleção natural. Assim sendo, os processos seletivos tiveram um papel fulcral na evolução e expansão das bactérias da sífilis e nas posteriores implicações na seleção de vacinas.
1. 1 2 3 4 5 6  Mitjà, Oriol; Šmajs, David; Bassat, Quique (24 de outubro de 2013).  Small, Pamela L. C., ed. «Advances in the Diagnosis of Endemic Treponematoses: Yaws, Bejel, and Pinta». PLoS Neglected Tropical Diseases (em inglês) (10): e2283. PMC 3812090. PMID 24205410. doi:10.1371/journal.pntd.0002283
2. 1 2 3 4 5 6 7 8  Antal, Georg Michael; Lukehart, Sheila A.; Meheus, André Z. (janeiro de 2002). «The endemic treponematoses». Microbes and Infection (1): 83–94. ISSN 1286-4579. doi:10.1016/s1286-4579(01)01513-1. Consultado em 25 de junho de 2024
3. 1 2 3 4 5 6 7 8 9 10 11  Buikstra, Jane E. (2019). «Introduction». Elsevier: 1–9. ISBN 978-0-12-809738-0. Consultado em 25 de junho de 2024
4. 1 2 3 4 5 6 7 8 9 10 11 12 13  Koff, Amy Beth; Rosen, Theodore (outubro de 1993). «Nonvenereal treponematoses: Yaws, endemic syphilis, and pinta». Journal of the American Academy of Dermatology (4): 519–535. ISSN 0190-9622. doi:10.1016/0190-9622(93)70217-h. Consultado em 25 de junho de 2024
5. 1 2 3 4 5 6 7 8 9 10 11 12  Santos, Joana D. R.; Ferreira, Nancy C. F. L.; Filho, Darley L. F.; Rocha, Cintia R. C.; Castelletti, Carlos H. M.; Filho, José L. L.; Martins, Danyelly B. G. (2018). «Analysis of a synonymous single nucleotide variant in platelet-derived growth factor receptor alpha gene in triple negative breast cancer». Mastology (s1): 16–16. ISSN 2594-5394. doi:10.29289/259453942018v28s1018. Consultado em 25 de junho de 2024
6. 1 2 3  Guthe, T.; Reynolds, F. (1 de março de 1951). «World Health and Treponematoses». Sexually Transmitted Infections (1): 1–19. ISSN 1368-4973. doi:10.1136/sti.27.1.1. Consultado em 25 de junho de 2024
7. 1 2 3 4 5 6 7 8  Antal, Georg Michael; Lukehart, Sheila A.; Meheus, André Z. (janeiro de 2002). «The endemic treponematoses». Microbes and Infection (1): 83–94. ISSN 1286-4579. doi:10.1016/s1286-4579(01)01513-1. Consultado em 25 de junho de 2024
8. ↑  Castro, Rodrigo; Bertelli, Beatriz P.; Chicote, Patrícia M. Biselli-; Neto, Dalísio S.; Francisco, José Luis E.; Pavarino, Érika C.; Bertollo, Eny M. Goloni- (2018). «Expression of pro- and antiangiogenic VEGF-A isoforms and splicing regulatory factors in breast cancer». Mastology (s1): 31–31. ISSN 2594-5394. doi:10.29289/259453942018v28s1032. Consultado em 25 de junho de 2024
9. 1 2 3 4 5  Hackett, C., J. (1963) On the Origin of the Human Treponematoses (pinta, yaws, endemic syphilis and venereal syphilis). Bull World Health Organization; 29(1), pp. 7-41.
10. ↑  Rothschild, B. M.; Rothschild, C. (julho de 1996). «Treponematoses — Origins and 1.5 million years of transition». Human Evolution (em inglês) (3-4): 225–231. ISSN 0393-9375. doi:10.1007/BF02436626. Consultado em 25 de junho de 2024
11. ↑  Beale, Mathew A.; Lukehart, Sheila A. (outubro de 2020). «Archaeogenetics: What Can Ancient Genomes Tell Us about the Origin of Syphilis?». Current Biology (19): R1092–R1095. ISSN 0960-9822. doi:10.1016/j.cub.2020.08.022. Consultado em 25 de junho de 2024
12. 1 2 3  Pla-Díaz, Marta; Sánchez-Busó, Leonor; Giacani, Lorenzo; Šmajs, David; Bosshard, Philipp P; Bagheri, Homayoun C; Schuenemann, Verena J; Nieselt, Kay; Arora, Natasha (13 de novembro de 2021). «Evolutionary Processes in the Emergence and Recent Spread of the Syphilis Agent,Treponema pallidum». Molecular Biology and Evolution (1). ISSN 0737-4038. doi:10.1093/molbev/msab318. Consultado em 25 de junho de 2024